# Jean Parker
Jean Parker, pseudonimo di Lois May Green (Deer Lodge, 11 agosto 1915 – Los Angeles, 30 novembre 2005), è stata un'attrice statunitense.

## Biografia
Nata Lois Mae Green, dopo la separazione dei genitori seguì il padre a Pasadena (California) dove si diplomò presso la John Muir High School e iniziò a coltivare ambizioni artistiche, studiando danza. Scoperta nel 1932 da Ida Koverman, segretaria del produttore Louis B. Mayer, la diciassettenne Lois Mae Green cambiò il proprio nome in Jean Parker e siglò un contratto con la MGM.

### Gli anni alla MGM
Nella prima fase della sua carriera, la Parker interpretò ruoli prevalentemente di "ingenua", partecipando ad alcune importanti produzioni degli anni trenta. Inizialmente la MGM la impiegò in alcuni brevi ruoli minori, come in Rasputin e l'imperatrice (1933), accanto a John, Ethel e Lionel Barrymore, e nella commedia Gabriel Over the White House (1933), con Walter Huston, prestandola prima alla Columbia Pictures per il ruolo di Louise, la figlia di Apple Annie (May Robson) nella commedia Signora per un giorno (1933) di Frank Capra, pellicola che ottenne una candidatura all'Oscar al miglior film, e subito dopo alla RKO per la versione che George Cukor diresse di Piccole donne (1933), nella quale la Parker interpretò la dolce e sfortunata Beth March, accanto a Katherine Hepburn (la sorella maggiore Jo).
L'attrice consolidò la propria fama negli anni successivi con altre interpretazioni di rilievo. Fu la borseggiatrice Toni nel melodramma Quartiere cinese (1934), poi la zingara Timka, una giovane gitana innamorata di Charles Boyer in Carovana tzigana (1934), e ancora Eleanor Shackleford, una bella del Sud ne L'agente n. 13 (1934), fino a un altro dei suoi ruoli più famosi, quello di Peggy Martin ne Il fantasma galante (1935), commedia diretta dal regista francese René Clair e cointerpretata da Robert Donat.

### Gli anni dei B-movie
Verso la fine degli anni trenta, la carriera della Parker entrò in una nuova fase che la vide abbandonare le parti di "ingenua" e accettare ruoli in produzioni a più basso budget. Nel 1939 partecipò alle pellicole comiche I diavoli volanti, al fianco della coppia Stan Laurel-Oliver Hardy, e Zenobia con il solo Oliver Hardy, dimostrando notevoli doti brillanti. A partire dal 1940 e fino alla metà del decennio, l'attrice interpretò prevalentemente B-Movie, spaziando dai melodrammi come Al di là del domani (1940) ai gialli come Una donna è scomparsa (1941) e La casa della morte (1944), fino agli horror Dead Man's Eyes (1944), al fianco di Lon Chaney Jr., e La follia di Barbablù (1944), nel quale interpretò il ruolo di Lucille Lutien accanto a John Carradine. Impersonò inoltre una brillante investigatrice nei film Detective Kitty O'Day (1944) e Adventures of Kitty O'Day (1945).

### Il teatro e gli ultimi anni
Nella seconda metà degli anni quaranta, la Parker tentò con successo la strada del teatro, debuttando nel 1946 nella pièce Loco, e successivamente recitando nel ruolo già di Barbara Stanwyck in Burlesque, accanto al comico Bert Lahr, fino al ruolo di Billie Dawn in Nata ieri, nel quale sostituì a Broadway l'originaria interprete Judy Holliday. Solo nel 1950 l'attrice tornò sul grande schermo, accettando un ruolo secondario in Romantico avventuriero (1950), un western psicologico interpretato da Gregory Peck, ma la sua carriera aveva ormai imboccato la strada del declino. Apparve successivamente in ruoli di carattere in alcuni western come Il massacro di Tombstone (1952) e I senza Dio (1955), accanto a Randolph Scott e Angela Lansbury, e nel poliziesco Pioggia di piombo (1954), al fianco di Edward G. Robinson. Negli anni cinquanta apparve in maniera sporadica sul piccolo schermo. La sua ultima apparizione, prima del definitivo ritiro dalle scene cinematografiche e televisive, fu poco più di un cameo nel western La vendetta degli Apache (1965), interpretato da Rory Calhoun.
Jean Parker continuò a frequentare i circuiti teatrali della West Coast e, per un certo periodo, intraprese l'insegnamento della recitazione. Nei suoi ultimi anni di vita si ritirò in una casa di riposo per artisti, la Motion Picture and Television Country House and Hospital a Woodland Hills (California), dove morì nel 2005, poco più che novantenne. È sepolta nel Forest Lawn Memorial Park a Los Angeles.

## Vita privata
Dopo il primo matrimonio (1936-1940) con il giornalista George MacDonald, la Parker fu sposata con Douglas Dawson dal 1941 al 1943 e con Curtis Grotter dal 1944 al 1949. Nel 1951 sposò l'attore Robert Lowery, che era stato suo partner nel film The Navy Way (1944), un B-Movie prodotto dalla Monogram. Dal matrimonio con Lowery (da cui divorziò nel 1957), la Parker ebbe il suo unico figlio, Robert Lowery Hanks Jr., nato nel 1952.

## Filmografia

### Cinema
- Divorce in the Family, regia di Charles Reisner (1932)
- Rasputin e l'imperatrice (Rasputin and the Empress), regia di Richard Boleslawski (1932) (non accreditata)
- Il figlio dell'amore (The Secret of Madame Blanche), regia di Charles Brabin (1933)
- Gabriel Over the White House, regia di Gregory La Cava (1933)
- Made on Broadway, regia di Harry Beaumont (1933)
- L'età pericolosa (What Price Innocence?), regia di Willard Mack (1933)
- Temporale all'alba (Storm at Daybreak), regia di Richard Boleslawski (1933)
- Signora per un giorno (Lady for a Day), regia di Frank Capra (1933)
- Piccole donne (Little Women), regia di George Cukor (1933)
- You Cant' Buy Everything, regia di Charles Reisner (1934)
- Two Alone, regia di Elliott Nugent (1934)
- La sirena del fiume (Lazy River), regia di George B. Seitz (1934)
- L'agente n. 13 (Operator 13), regia di Richard Boleslawski (1934)
- Luci nel cuore (Have a Heart), regia di David Butler (1934)
- Carovana tzigana (Caravan), regia di Erik Charell (1934)
- A Wicked Woman, regia di Charles Brabin (1934)
- Quartiere cinese (Limehouse Blues), regia di Alexander Hall (1934)
- Sequoia, regia di Chester M. Franklin ed Edwin L. Marin (1934)
- Princess O'Hara, regia di David Burton (1935)
- L'incrociatore misterioso (Murder in the Fleet), regia di Edward Sedgwick (1935)
- Il fantasma galante (The Ghost Goes West), regia di René Clair (1935)
- Sogni dorati (The Farmer in the Dell), regia di Ben Holmes (1936)
- I cavalieri del Texas (The Texas Rangers), regia di King Vidor (1936)
- La vita comincia con l'amore (Life Begins with Love), regia di Ray McCarey (1937)
- La grande barriera (The Barrier), regia di Lesley Selander (1937)
- Penitenziario (Penitentiary), regia di John Brahm (1938)
- Senza mamma (Romance of the Limberlost), regia di William Nigh (1938)
- The Arkansas Traveler, regia di Alfred Santell (1938)
- Romance of the Redwoods, regia di Charles Vidor (1939)
- Zenobia, regia di Gordon Douglas (1939)
- She Married a Cop, regia di Sidney Salkow (1939)
- Flight at Midnight, regia di Sidney Salkow (1939)
- Parents on Trial, regia di Sam Nelson (1939)
- I diavoli volanti (The Flying Deuces), regia di A. Edward Sutherland (1939)
- Son of the Navy, regia di William Nigh (1940)
- Al di là del domani (Beyond Tomorrow), regia di A. Edward Sutherland (1940)
- Young American Flies, regia di B. Reeves Eason (1940)
- Knights of the Range, regia di Lesley Selander (1940)
- Una donna è scomparsa (Roar of the Press), regia di Phil Rosen (1941)
- Power Dive, regia di James P. Hogan (1941)
- The Pittsburgh Kid, regia di Jack Townley (1941)
- Flying Blind, regia di Frank McDonald (1941)
- No Hands on the Clock, regia di Frank McDonald (1941)
- Torpedo Boat, regia di John Rawlins (1942)
- The Girl from Alaska, regia di Nick Grinde e, non accreditato, William Witney (1942)
- Hello, Annapolis, regia di Charles Barton (1942)
- I Live on Danger, regia di Sam White (1942)
- Hi, Neighbor, regia di Charles Lamont (1942)
- Tomorrow We Live, regia di Edgar G. Ulmer (1942)
- Wrecking Crew, regia di Frank McDonald (1942)
- The Traitor Within, regia di Frank McDonald (1942)
- High Explosive, regia di Frank McDonald (1943)
- Alaska Highway, regia di Frank McDonald (1943)
- Minesweeper, regia di William Berke (1943)
- The Deerslayer, regia di Lew Landers (1943)
- The Navy Way, regia di William Berke (1944)
- La casa della morte (Lady in the Death House), regia di Steve Sekely (1944)
- Detective Kitty O'Day, regia di William Beaudine (1944)
- Rival Romeos, regia di William Beaudine (1944)
- Dead Man's Eyes, regia di Reginald LeBorg (1944)
- La follia di Barbablù (Bluebird), regia di Edgar G. Ulmer (1944)
- One Body Too Many, regia di Frank McDonald (1944)
- Adventures of Kitty O'Day, regia di William Beaudine (1945)
- Rolling Home, regia di William Berke (1946)
- Romantico avventuriero (The Gunfighter), regia di Henry King (1950)
- Il massacro di Tombstone (Toughest Man in Arizona), regia di R.G. Springsteen (1952)
- Teste rosse (Those Redheads from Seattle), regia di Lewis R. Foster (1953)
- Pioggia di piombo (Black Tuesday), regia di Hugo Fregonese (1954)
- I senza Dio (A Lawless Street), regia di Joseph H. Lewis (1955)
- Bill il bandito (The Parson and the Outlaw), regia di Oliver Drake (1957)
- La vendetta degli Apache (Apache Uprising), regia di R.G. Springsteen (1965)

### Televisione
- Starlight Theatre – serie TV, episodio 2x06 (1951)
- Pulitzer Prize Playhouse – serie TV, episodio 1x22 (1951)
- Suspense – serie TV, episodio 3x54 (1951)
- Cowboy G-Men – serie TV, episodi 1x36-1x38 (1953)
- The Lone Wolf – serie TV, episodio 1x21 (1953)
- Stories of the Century – serie TV, episodio 1x06 (1954)
- The Adventures of Falcon – serie TV, episodio 1x13 (1954)
- Damon Runyon Theater – serie TV, episodio 2x07 (1955)
- Matinee Theatre – serie TV, episodio 1x89 (1956)
- Private Secretary – serie TV, episodio 4x15 (1956)
- The Red Skelton Show – serie TV, episodio 6x36 (1957)

## Doppiatrici italiane
- Renata Marini in Il fantasma galante
- Wanda Tettoni in I cavalieri del Texas
- Franca Dominici in Romantico avventuriero
- Dhia Cristiani in I senza Dio
- Barbara Berengo in Piccole donne (ridoppiaggio)
- Stefania Romagnoli in I senza Dio (ridoppiaggio)